# التهاب السحايا والمشيميات اللمفاوي
الْتِهابُ السَّحايا والمَشيمِيَّاتِ اللِّمْفاوِيّ (بالإنجليزية: Lymphocytic choriomeningitis)‏ هي عَدوى منقولة بواسطة القوارض، والتي تُقدم مثل التهاب السحايا العقيم والتهاب السحايا والتهاب الدماغ أو التهاب السحايا والدماغ. الفيروسث المُسبب للمَرض هو فيروسُ الْتِهابُ السَّحايا و المَشيمِيَّاتِ اللِّمْفاوِيّ (بالإنجليزية: lymphocytic choriomeningitis virus )‏ يَنتمي لعائلة الفَيروسَةُ الرَّمْلِيَّة. حَيث قام تشارلز أرمسترونج بصياغة هذا الأسم في عام 1934.

## العلامات والأعراض
يملك التهاب السحايا والمشيميات اللمفاوي مجموعة واسعة من الأعراض السريرية، وقد لا يعطي أية أعراض في الأفراد المؤهلين مناعيًا. تحدث الإصابة عادةً بعد أسبوع أو أسبوعين من التعرض للفيروس ويتبع ذلك حمى ثنائية الطور. قد تستمر المرحلة الأولية أو البادرية لمدة تصل حتى الأسبوع، وتشمل أعراض شائعة غير نوعية كالحمى ونقص الشهية والصداع وآلام العضلات والشعور بالضيق والغثيان و/أو الإقياء. تشمل الأعراض الأقل تواترًا التهاب الحلق والسعال وآلام المفاصل والصدر والغدة النكافية. تظهر المرحلة الثانية بعد عدة أيام من شفاء المرحلة الأولى بأعراض التهاب سحايا أو التهاب دماغ. تتضمن الموجودات المرضية خلال المرحلة الأولى قلة الكريات البيض وقلة الصفيحات، بينما تتضمن الموجودات النموذجية خلال المرحلة الثانية ارتفاع مستويات البروتين والكريات البيض أو انخفاض في مستويات الغلوكوز في السائل الدماغي الشوكي.
يتحسن المريض في بعض الأحيان لبضعة أيام، ثم يعود للمرض بحدوث التهاب سحايا عقيم أو نادرًا جدًا بحدوث التهاب سحايا ودماغ. قد يعاني المرضى الذين يعانون من التهاب السحايا من تيبس في الرقبة وحمى وصداع وآلام عضلية وغثيان وتوعك. يحدث التهاب السحايا في بعض الحالات دون حدوث المتلازمة البادرية أو الأولية. يتميز التهاب السحايا والدماغ بعلامات عصبية أعمق كالارتباك والوسن والاضطرابات الحسية والحركية. تشمل المضاعفات المبلغ عنها التهاب النخاع ومتلازمة غيلان-باري وشلل الأعصاب القحفية والاستسقاء العابر أو الدائم وفقدان السمع الحسي العصبي والتهاب الخصية والتهاب المفاصل والتهاب الغدة النكافية. ارتبطت العدوى أيضًا بالتهاب البنكرياس والتهاب الرئة والتهاب عضلة القلب والتهاب التامور. يستمر المرض بأكمله عادةً من أسبوع إلى ثلاثة أسابيع، ومع ذلك، قد يحدث تلف عصبي مؤقت أو دائم في جميع إنتانات الجهاز العصبي المركزي وخاصة في حالات التهاب السحايا والدماغ. لم تُسجّل حالات التهابات مزمنة في البشر ونادرًا ما تحدث الوفيات.

## الوقاية
يعتبر الفيروس حساسًا لمعظم المنظفات والمطهرات بما في ذلك 1٪ هيبوكلوريت الصوديوم و70٪ من إيثانول و2٪ جلوتارالدهيد والفورمالديهايد. تنخفض فعالية العدوى بسرعة عند درجة حموضة أقل من 5.5 وأعلى من 8.5. بالإضافة إلى ذلك، يتخرب الفيروس أيضًا بفعل الحرارة أو الأشعة فوق البنفسجية أو أشعة غاما.
أشارت الدراسات إلى أن العدوى البشرية بالفيروس تحدث بشكل أساسي خلال أشهر الخريف والشتاء، ويرجع ذلك على الأرجح إلى حركة الفئران خلال هذين الفصلين نحو الأماكن المأهولة بالبشر. يمكن اتخاذ العديد من التدابير لتجنب العدوى من القوارض البرية في المنزل. ويوجد قائمة مرجعية من الاحتياطات الموضوعة من مراكز السيطرة على الأمراض والوقاية منها تقدم فيها نصائح لمنع القوارض من دخول المنزل واستخدام الفخاخ للتخلص من القوارض الموجودة والحفاظ على منزل نظيف وصحي. تعكس التكنولوجيا الجديدة اتجاهًا متزايدًا نحو وسائل أكثر إنسانية للقضاء على القوارض. تشمل المنتجات الأجهزة التي تصدر صوتًا فوق صوتيًا يزعج الفئران ويطردها بعيدًا، بالإضافة إلى وسائل سريعة وغير مؤلمة للموت مثل الصعق بالكهرباء أو غرف الغاز. ومع ذلك، تبقى الفخاخ التقليدية خيارًا اقتصاديًا وشعبيًا.

## العلاج
يكون العلاج داعمًا وعرضيًا، وقد يحتاج الأطفال الذين يعانون من استسقاء الدماغ في كثير من الأحيان إلى تحويلة بطينية بريتوانية. يُستَخدَم في بعض الحالات الريبافيرين مضاهي النيوكليوسيد بسبب تأثيره المثبط على الفيروسات في المختبر. ومع ذلك، لا توجد أدلة كافية تدعم فعالية استخدامه الروتيني في البشر. عولج المريض الوحيد الناجي من عدوى مرتبطة بالزرع باستخدام الريبافيرين بشكل متزامن مع تخفيض الأدوية المثبطة للمناعة. يجب العلاج بالريبافيرين وريديًا وباكرًا لتحقيق أقصى قدر من الفعالية، ولكنه قد يحمل قدرًا هامًا من الآثار الجانبية. لم يُقيَّم البريبافيرين بعد في تجارب سريرية مع مجموعة مقارنة.
لا ينصح عمومًا باستخدام الريبافيرين أثناء الحمل؛ إذ تشير بعض الدراسات إلى إمكانية حدوث تأثيرات ماسخة. يُستَطَب دخول المشفى وأخذ العلاج الداعم في حال تطور التهاب سحايا عقيم أو التهاب دماغ أو التهاب سحايا ودماغ. يمكن أيضًا في بعض الحالات أخذ تناول الأدوية المضادة للالتهابات بعين الاعتبار. وبشكل عام، لا تتجاوز نسبة الوفيات 1%.

## الإنذار
لا يعتبر التهاب السحايا والمشيميات اللمفاوي عدوى شائعة في البشر، على الرغم من أن معظم الالتهابات تكون خفيفة وغالبًا ما تبقى دون تشخيص. تشير الدراسات المسحية إلى أن حوالي 1-5 ٪ من السكان في الولايات المتحدة وأوروبا يملكون أجسامًا مضادة للفيروس. ويختلف معدل الانتشار باختلاف الظروف المعيشية والتعرض للفئران، ويُعتَقد أنه كان أعلى في الماضي بسبب تدني مستويات المعيشة. تعد جزيرة فير في كرواتيا أحد أكبر مستوطنات الفيروس في العالم؛ إذ وجدت اختبارات التألق المناعي أجسام مضادة للفيروس في 36 ٪ من السكان. والأفراد الأكثر عرضة للخطر هم أفراد المختبر الذين يتعاملون مع القوارض أو الخلايا المصابة. تعد درجة الحرارة والوقت من السنة عاملًا حاسمًا في زيادة عدد الإصابات بفيروس التهاب السحايا والمشيميات اللمفاوي وخاصةً خلال الخريف والشتاء عندما تميل الفئران إلى التحرك نحو الأماكن المأهولة بالبشر. يُعتقد أن نحو 10- 20٪ من الحالات لدى الأفراد المؤهلين مناعيًا تتطور إلى مرض عصبي وخاصةً إلى التهاب سحايا عقيم. ولكن يبقى معدل الوفيات الإجمالي الناجم عن الفيروس أقل من 1 ٪ ويتعافى دائمًا الأشخاص الذين يعانون من المضاعفات -بما في ذلك التهاب السحايا- بالكامل تقريبًا.
سُجِّلَت حالات نادرة من التهاب السحايا والدماغ، ومن المحتمل أن يكون المرض شديد في الأشخاص مكبوتي المناعة.
سُجِّلَت كذلك إصابة أكثر من 50 طفل بالتهاب السحايا والمشيميات اللمفاوي الخلقي في جميع أنحاء العالم، ولكن يبقى احتمال إصابة المرأة بعد تعرضها للقوارض وتواتر انتقاله عبر المشيمة واحتمال ظهور العلامات السريرية بين هؤلاء الرضع غير مفهوم تمامًا. كشفت إحدى الدراسات وجود أجسام مضادة لالتهاب السحايا والمشيميات اللمفاوي لدى 0.8٪ من الأطفال الطبيعيين و2.7٪ من الأطفال الذين يُظهِرون علامات عصبية و30٪ من الأطفال الذين يعانون من استسقاء الدماغ. لم يُسجَّل في الأرجنتين عن أي عدوى بفيروس التهاب السحايا والمشيميات اللمفاوي الخلقي بين 288 من الأمهات الأصحاء وأطفالهن الرضع. ومع ذلك، وجدت إحدى الدراسات أن اثنين من 95 طفل في منزل أشخاص يعانون من إعاقات عقلية شديدة قد أصيبوا بهذا الفيروس، ويبدو أن إنذار حالة الرضع المصابين بشدة سيء؛ إذ مات في أحد السلاسل 35٪ من الأطفال الذين شُخِّصَت إصابتهم بالتهابات خلقية بعمر 21 شهر.
يملك التهاب السحايا والمشيميات اللمفاوي المكتسب بالزرع معدل مراضة ووفيات مرتفع للغاية. مات في المجموعات الثلاث المسجلة في الولايات المتحدة من عام 2005 إلى عام 2010 تسعة من أصل 10 مرضى مصابين بالفيروس المكتسب بالزرع. كان أحد المتبرعين قد أصيب بعدوى من حيوان أليف حصل إليه مؤخرًا، بينما كانت مصادر الفيروس في الحالات الأخرى غير معروفة.